# R.L. Stine's The Haunting Hour
R.L. Stine's The Haunting Hour es una serie de antología original de terror-fantasía canadiense/estadounidense, con episodios de media hora de duración. El nuevo espectáculo fue producido por Front Street Pictures, The Hatchery, Incendo Films y Endemol, y se estrenó en The Hub, que superó a Discovery Kids el 10 de octubre de 2010. El espectáculo se preestrenó el 29 de octubre de 2010 y regresó el 25 de diciembre de 2010, con dos especiales de Navidad, después de lo cual el espectáculo está ahora en la semana. La serie está basada en The Haunting Hour: Don't Think About It y Nightmare Hour antología  R. L. Stine.
El programa fue renovado por The Hub para una segunda temporada como parte de su inicial 2011-2012.
El 22 de febrero de 2012 R. L. Stine anunció en su página de Twitter que R.L. Stine's The Haunting Hour ha sido renovada para una tercera temporada.
El 8 de diciembre de 2014, R.L. Stine confirmó a través de Twitter que Discovery Family canceló el programa después de durar cuatro temporadas.

## Producción
Antes de la emisión de la serie, el creador de la serie, R. L. Stine anuncio a través de Twitter  que The Haunting Hour fue similar a su serie anterior de los 90's Goosebumps la serie fue filmada en Vancouver, Canadá.

## Premisa
Al igual que la serie de televisión Goosebumps, cada episodio cuenta con un elenco diferente en una situación de miedo. Sin embargo, las historias son mucho más oscuras que las de su predecesor y algunos episodios sirven como cuentos morales muy oscuros. Hay, sin embargo, algunos episodios que tienen finales felices, similares a la mayoría de los episodios de la serie producida por Nickelodeon-YTV: Are You Afraid of the Dark?, que tenía esta fórmula.